# Miriam Schapiro
Miriam Schapiro oder Shapiro (* 15. November 1923 in Toronto, Kanada; † 20. Juni 2015 in Hampton Bays, New York) war eine US-amerikanische Künstlerin kanadischer Herkunft. Sie gilt als Vorreiterin im Bereich der Feministischen Kunst und war eine bedeutende Vertreterin der künstlerischen Pattern-and-Decoration-Bewegung.

## Leben und Werk
Miriam Schapiro war das einzige Kind russisch-jüdischer Eltern, Fannie Cohen (1899–1998) und Theodore Schapiro (1898–1999), deren Großeltern aus Russland emigriert waren. Miriam Schapiro studierte an der University of Iowa, traf dort den Künstler Paul Brach (1924–2007), den sie 1946 heiratete. Im Jahr 1951 zogen sie nach New York und schlossen Freundschaft mit vielen Künstlern der New York School, beispielsweise mit Joan Mitchell, Larry Rivers und Michael Goldberg. Während ihres Aufenthalts in New York in den 1950er und -60er Jahren hatte Schapiro eine erfolgreiche Karriere als Malerin im Stil des Abstrakten Expressionismus und speziell in der Form des Hard Edge. 1955 wurde Sohn Peter geboren.

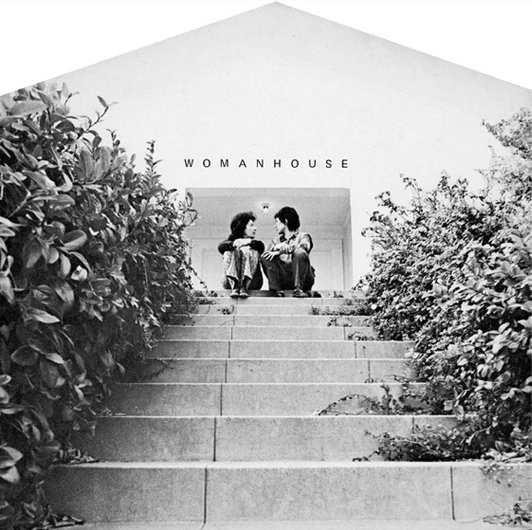
Ausstellungskatalog zu Womanhouse

In den 1970er Jahren zog sie nach Kalifornien und begründete dort das „Feminist Art Program“ an dem California Institute of the Arts zusammen mit Judy Chicago. 1972 nahm sie an der gemeinsamen Ausstellung Womanhouse  in Hollywood teil.
Schapiros Werk ab den 1970er Jahren besteht hauptsächlich aus Collagen, hergestellt aus einer Mischung von gemalten Teilen und Stoffen, die sie „femmages“ nennt. Ihr Essay Waste Not Want Not: An Inquiry into What Women Saved and Assembled – FEMMAGE, geschrieben 1977/78 mit Melissa Meyer, beschreibt „femmage“ als die Anwendung von Collage, Assemblage, Decoupage und Fotomontage in der Form, wie sie Frauen traditionell anwenden: beim Nähen, Schneiden, Applizieren, Kochen und dergleichen. Im Jahr 1988 entstand eine Collage mit dem Porträt von Frida Kahlo.
1999 wurde Miriam Schapiro in New York zum Mitglied (NA) der National Academy of Design gewählt.
Schapiros Werke werden in zahlreichen Museen ausgestellt, beispielsweise in der National Gallery of Art in Washington, D.C. Ihre wichtige Rolle in der Kunst wurde 2002 mit der Verleihung des „Distinguished Artist Award for Lifetime Achievement“ der College Art Association, der nationalen amerikanischen Organisation der Künstler und Kunsthistoriker, deutlich. Sie starb am 20. Juni 2015 im Alter von 91 Jahren in Hampton Bays, New York.